# 馬拉馬拉機場
馬拉馬拉機場（英語：Mala Mala Airport）是一個位於南非马拉马拉野生动物保护区附近的私人的機場。

## 航空公司與航點
| 航空公司     | 目的地     |
| ------------ | ---------- |
| 南非航空連結 | 約翰內斯堡 |

## 外部連結
- 機場資料